# キートン (お笑い芸人)
キートン（1973年7月11日 - ）は日本のお笑い芸人である。
東京都大田区出身、埼玉県在住。吉本興業（東京吉本所属）。本名、増谷 繁樹（ますや しげき）。旧芸名は増谷 キートン（ますや -）。東京吉本総合芸能学院（NSC）2期生。

## 人物
血液型A型。身長161 cm、体重55 kg、チェスト92cm、ウェスト71cm、ヒップ90cm、靴サイズ26cm。趣味はトレーニング。特徴はロングヘアー。聖飢魔II、吉田戦車、『銀河鉄道999』などを好む。
NSCの同期はくまだまさし、ハローバイバイ、佐久間一行。
2010年9月、フジテレビの番組『とんねるずのみなさんのおかげでした』で浅田真央のモノマネをし、視聴者からの批判でブログが炎上したことがある。
2011年9月、韓国のお笑い番組に出演し浅田のモノマネを披露したが、モノマネの内容について非難が殺到し、再びブログが炎上した。
2015年7月、本人のTwitterにて、これまでの芸名「増谷キートン」から「キートン」への改名を発表。
2015年12月29日、テレビ朝日『速報!有吉のお笑い大統領選挙 2015冬』出演。

## 出演
- あらびき団（TBS）-「キュートン」として出演。
- 爆笑ピンクカーペット（フジテレビ系）- キャッチコピーは『劇薬キワモノ芸人』
- 大笑点（日本テレビ）
- インパクト!（フジテレビ系）
- オールザッツ漫才（毎日放送）
- キャナガワ（テレビ神奈川）
- 本番で〜す!（テレビ東京、2007年10月27日）
- ぐるぐるナインティナイン（日本テレビ） - 「やば荘」コーナー
- リンカーン（TBS） - 「芸人タワー」コーナー
- とんねるずのみなさんのおかげでした（フジテレビ系） - 「博士と助手〜細かすぎて伝わらないモノマネ選手権〜」コーナー
- バカソウル（テレビ東京）